# ويليام لويس (سياسي)
ويليام لويس (بالإنجليزية: William Lewis)‏ هو محامي وقاضي وسياسي أمريكي، ولد في 22 يناير 1752، وتوفي في 16 أغسطس 1819. انتخب عضو مجلس نواب بنسيلفانيا.